# Győri Könyvszalon alkotói díj
A Győri Könyvszalon alkotói díj az évente megrendezett könyvünnep, a Győri Könyvszalon keretében átadott és előbb a győri könyvtári kölcsönzések alapján megítélt legnépszerűbb, majd a könyvtár javaslatának[forrás?] alapján megítélt kortárs magyar szépírónak járó alkotói díj. Az elismerésül szolgáló oklevél mellett átadásra kerül egy kisplasztika is, mely előbb Lipovics János, majd 2010-től Lebó Ferenc szobrászművész alkotása. Az alkotói díjat 2002 óta adják át.
2017-ben művészeti díjat adtak át a Győri Könyvszalonon.

## A díj története
A díjat 2002–ben a második alkalommal megszervezett Győri Könyvszalon szervezői alapították azzal a céllal, hogy rangot, tekintélyt adjanak az írott szónak, mert mindenki belekóstolhat az olvasás örömébe, ezért azt a könyvtárba járók és az olvasók döntése alapján a legolvasottabb kortárs magyar író kapja. A kisplasztika megtervezésére és kivitelezésére Lipovics Jánost kérték föl, aki egy bronz és diófa anyagú 31 cm-es „pegazus”-t alkotott. Elsőként Kertész Imre Nobel-díjas írónak ítélték oda az alkotói díjat, aki ezt elfoglaltsága miatt a II. Győri Könyvszalon nyitó ünnepségén, Esterházy Péter az évi díjazottal együtt vette át.[forrás?]
2010-ben Horváth Sándor Domonkos könyvtárigazgató jelentette be, hogy az alkotói díj attól az évtől Lebó Ferenc szobrászművész alkotása lesz, amelyet Ágh István vehetett át először. Az alkotói díj 2019-től Botos Péter üvegszobrász plasztikája.
A díjat az ünnepség megnyitóján adják át minden év őszén.

## Díjazottak
- Kertész Imre (2001), az alkotói díj első díjazottja, az elismerést egy évvel később, a következő, II. Győri Könyvszalon alkalmából vette át.[forrás?]
- Esterházy Péter (2002)
- Szabó Magda (2003)
- Závada Pál (2004)[5]
- Csukás István (2005)[6]
- Spiró György (2006)[7]
- Csoóri Sándor (2007)[8]
- Kányádi Sándor (2008)[9]
- Jókai Anna (2009)[10]
- Ágh István (2010)
- Varró Dániel (2011)[11]
- Kalász Márton (2012)[12]
- Lackfi János (2013)[13]
- Czigány György (2014)[14]
- Jankovics Marcell (2015)[15]
- Dragomán György (2016)[16]
- Sándor György (2017)[17]
- Buda Ferenc (2018)[18]
- Mezey Katalin (2019)[19]